# Union Monégasque
Die Union Monégasque (zu Deutsch „Monegassische Union“) ist eine zentristische Partei im Fürstentum Monaco.

## Geschichte
Die im Jahr 2003 gegründete Partei wird von Jean-François Robillon geführt.
Bei der Parlamentswahl 2023 gewann sie als Teil einer Wahlliste 3 von 24 möglichen Sitzen.